# R
R je osemnajsta črka slovenske abecede.

## Pomeni R
- v biokemiji je R enočrkovna oznaka za aminokislino arginin

- v statistiki in analizi podatkov: R je odprtokodno  programsko in analitsko razvojno okolje, zasnovano na programskem jeziku S (R razvija skupina R-project)